# Erich Jaschke
Erich Jaschke (11 de mayo de 1890 - 18 de octubre de 1961) fue un general en la Wehrmacht de la Alemania Nazi durante la II Guerra Mundial  que comandó la 20.ª División de Infantería y más tarde el LV Cuerpo de Ejército. Fue condecorado con la Cruz de Caballero de la Cruz de Hierro con Hojas de Roble.

## Condecoraciones
- Cruz de Hierro (1914) 2ª Clase (5 de noviembre de 1914) & 1ª Clase (5 de abril de 1915)[1]
- Cruz de Honor 1914-1918
- Broche de la Cruz de Hierro (1939) 2ª Clase (31 de mayo de 1940) & 1ª Clase (8 de julio de 1941)[1]
- Cruz de Caballero de la Cruz de Hierro con Hojas de Roble
  - Cruz de Caballero el 4 de diciembre de 1941 como Oberst y comandante del Infanterie-Regiment 90[2]
  - 295ª Hojas de Roble el 7 de septiembre de 1943 como General der Infanterie y comandante del LV. Armeekorps[3]